# Descendants of the Sun
Descendants of the Sun (en hangeul: 태양의 후예; en RR: Taeyang-ui Huye) est un drama sud-coréen de 2016 diffusé sur KBS2, avec Song Joong-ki, Song Hye-kyo, Jin Goo et Kim Ji-won. Il a été diffusé du 24 février jusqu'au 22 avril 2016, les mercredis et jeudis de 22 h 5 à 23 h pour un total de 19 épisodes (dont 16 facilement accessibles et 3 spéciaux).
La série a eu un grand succès en Corée du Sud et a acquis une forte popularité dans toute l'Asie. À la suite de nombreuses demandes de la part de fans, KBS a diffusé trois épisodes spéciaux supplémentaires du 20 avril au 22 avril, avec deux épisodes contenant les moments forts et les meilleures scènes des épisodes précédents, et l'épisode final montrait le processus de production du drama, les séquences envers du décor, les commentaires des membres du casting et l'épilogue final.

## Intrigue
Yoo Si-jin (Song Joong-ki) est le capitaine des forces spéciales. Il attrape un voleur de moto avec le sergent major Seo Dae-young (Jin Goo). Le voleur est blessé au cours de sa capture et est envoyé à l'hôpital. Dae-young réalise que son téléphone portable a été volé par le voleur et va à l'hôpital avec Si-jin afin de retrouver son téléphone.
Aux urgences, Si-jin rencontre le Dr Kang Mo-yeon (Song Hye-kyo) pour la première fois. Il tombe amoureux d'elle instantanément. Mo-yeon part erronément du principe que Si-ji fait partie du gang criminel du voleur à cause de son surnom "Big Boss", qui est en fait son indicatif à l'armée. Il lui prouve qu'il est un soldat avec l'aide du docteur de l'armée Yoon Myeong-joo (Kim Ji-won).
Si-jin et Mo-yeon commencent à sortir ensemble, mais à cause de leurs emplois, leurs rendez-vous ne se passent pas très bien. Si-jin prend l'ordre de mener ses soldats pour une mission de paix dans le pays fictif de Uruk. Pendant ce temps, Mo-yeon est bouleversée car elle a échoué à devenir professeur à cause d'un collègue issue d'un meilleur milieu qu'elle. Quand Si-jin et Mo-yeon se rencontrent à nouveau, ils discutent de leur vision de la vie et réalisent à quel point ils sont différents. Si-jin, en tant que soldat, tue pour protéger et Mo-yeon, en tant que médecin, tente de sauver des vies. Ils se font leur adieux. De son côté Dae-young fait face à un dilemme, il hésite à continuer sa relation avec Myeung-joo car il risque d'être viré de l'armée par le père de Myeung-joo, le Lieutenant Général Yoon.
Huit mois plus tard, Mo-yeon repousse les avances sexuelles du président de l'hôpital Han Suk-won (Tae In-ho) et elle est par conséquent envoyée à Uruk, à la tête d'une équipe médicale. Là-bas, Si-jin et Mo-yeon se revoient et retombent amoureux. Malgré les épreuves rencontrées à Uruk —un tremblement de terre, épidémie, une affaire de gang — leur amour mutuel devient encore plus fort. Pendant qu'ils étaient à Uruk, Mo-yeon confie accidentellement ses sentiments et les deux commencent à sortir officiellement ensemble, au grand amusement des deux équipes.
De retour en Corée, Si-jin et Mo-yeon continuent de sortir ensemble jusqu'à ce que Si-jin et Dae-young soient envoyés en opération où ils disparaîtront et seront pensés pour morts. Les mois s'écoulent et Mo-yeon pleure sa mort, décidant de commémorer son décès par un voyage volontaire en Albanie. C'est là-bas que Si-jin la trouvera finalement après que lui et Dae-young se soient libérés de la captivité grâce à "un lointain ami", un soldat nord-coréen à qui Si-jin avait autrefois sauvé la vie. Si-jin et Mo-yeon sont donc heureusement réunis, pendant que Dae-young retourne à une réunion émotionnelle avec Myeung-joo, qui est à Uruk. L'équipe à son complet est une fois appelée dans l'action suivant une éruption volcanique au Canada.

## Distribution

### Casting principal
- Song Joong-ki dans le rôle du Capitaine Yoo Si-jin (alias Big Boss)[1]

Si-jin est le leader de l'Alpha Team qui comprend 5 membres, incluant Dae-young et lui-même. Il est décrit comme sympathique, joueur, drôle, franc et charismatique mais il est aussi courageux, habile et immensément loyal à son pays. Il flatte et taquine souvent Mo-yeon avec des phrases romantiques, surtout à propos de sa beauté et de sa manière à "être sexy" dans le bloc opératoire. Dans l'épisode final, Si-jin est promu Major.
- Song Hye-kyo dans le rôle du Docteur Kang Mo-yeon (alias Beauty) [2]

Dans un premier lieu, étant une chirurgienne de talent, Mo-yeon est une femme réservée et de caractère (ce qui plaît énormément à Si-Jin), sensible et délicate, elle reste très sérieuse et impliquée dans son travail. Elle pense que sa carrière s'améliorera grâce à un dur travail dans le bloc opératoire. Pourtant, elle devient victime de discrimination avec par exemple sa demande de promotion plusieurs fois refusée au profit de collègues venant de milieux plus aisés. De plus, elle doit remplacer un collègue arrogant dans une émission télévisée. Elle sera envoyée à Uruk pour diriger une mission humanitaire, en tant que "punition" pour avoir repoussé "l'amour" du directeur Han, où elle rencontrera une fois de plus Si-jin. À la fin, elle partira en voyage humanitaire en Albanie pour faire le deuil de Si-Jin qu'elle croit mort. Elle finira également par devenir professeure au sein de l'hôpital après de nombreuses tentatives.
- Jin Goo dans le rôle du Sergent Major Seo Dae-young (alias Wolf)

Connu pour être le plus proche ami de Si-jin, Dae-young était autrefois l'entraîneur de Si-jin. Lui et Si-jin passaient souvent du temps ensemble, que ce soit lors des missions ou pendant des jours de repos. En termes de romance, Dae-young est sensible, tendre et maladroit. Il obtient l'attention du Premier Lieutenant Yoon Myeong-joo qui est la fille du Lieutenant Général Yoon.
- Kim Ji-won en tant que Premier Lieutenant Yoon Myeong-joo

Myeong-joo est un docteur de l'armée et est la fille d'un général. Elle a des sentiments pour Dae-young, mais son père désapprouve le fait qu'il soit moins gradé qu'elle. Auparavant, Myeong-joo était interne à Hae-sung, et elle a attiré l'attention d'un homme sur lequel elle avait un béguin pour, causant la fin de leur amitié. Cependant, à la fin, leurs relations avec leur moitié respective les font se rapprocher.

### Membres de la Team Alpha
- Park Hoon dans le rôle du Sergent Choi Woo-geun (alias Snoopy)
- Choi Woong (en) en tant que Staff Sergent Gong Cheol-ho (alias Harry Potter)
- Ahn Bo-hyun en tant que Sergent Im Gwang-nam (alias Piccolo)

### Equipe des services médicaux de l'hôpital Haesung
- Onew dans le rôle Lee Chi-hoon (résident de 1re année en Chirurgie Thoracique)
- Lee Seung-joon dans le rôle de Song Sang-hyun (Chirurgien Général)
- Seo Jeong-yeon dans le rôle de Ha Ja-ae (équipe des Infirmières aux urgences)
- Park Hwan-hee dans le rôle de Choi Min-ji (Infirmière aux urgences)

### Personnels de l'hôpital Haesung
- Hyun Jyu-ni dans le rôle de Pyo Ji-soo (Spécialiste des pathologies)
- Tae In-ho dans le rôle de Han Suk-won (Président de l'hôpital Haesung)
- Park Ah-in dans le rôle de Kim Eun-ji (Spécialiste en chirurgie thoracique)
- Jo Woo-ri dans le rôle de Jang Hee-eun (résident de 1re année en anesthésiologie)

### Armée de Tae Baek
- Kang Shin-il dans le rôle du Lieutenant Général Yoon (alias Yellow Tiger) (père de Myeong-joo)
- Kim Byeong-cheol dans le rôle du Lieutenant Colonel Park Byeong-su
- Kim Min-seok dans le rôle du Lance Caporal Kim Gi-beom (section sergent comme vu dans l'épisode 16)[3]. Un pickpocket qui s'est plus tard enrôlé dans l'armée.

### À Uruk
- Jasper Cho dans le rôle de Daniel Spencer (équipe des médecins d'urgence pour les "peacemakers")
- Jeon Soo-jin dans le rôle de Ri Ye-hwa (équipe des infirmères d'urgence pour les "peacemakers")
- David Lee McInnis dans le rôle de David Argus (patron du gang, ex-capitaine de la Delta Force), principal antagoniste
- Dean Dawson dans le rôle de Chef de la Police (chef de la police de Tae Baek)
- Jo Jae-yoon dans le rôle de Jin Young-soo
- Lee Yi-kyung dans le rôle de Kang Min-jae
- Zyon Barreto dans le rôle de Fatima
- Elena Zhernovaia dans le rôle de Valentine
- David Pipes dans le rôle de Martin (reporter du World Times, épisode 7)

### Autres
- Ji Seung-hyun dans le rôle du Senior Lieutenant Ahn Jung-joon
- Kwak In-joon dans le rôle de Lee Han-soo (Ministre des Affaires Etrangères)
- Joey Albright dans le rôle du membre de l'US Army Delta Force
- Ariane Desgagnés-Leclerc dans le rôle d'une serveuse à Vancouver

### Caméos
- Lee Kwang-soo dans le rôle d'opérateur d'arcade de tir (épisode 1)[4]
- Lee Jong-hyuk dans le rôle du Capitaine Kim Jin-seok (épisode 2, 5, 10, 15)
- Matthew Douma dans le rôle de Jordan, capitaine de l'US Army Delta Force (épisode 2, 10, 12)[5]
- Jung Ji-won dans le rôle de présentateur télé (épisode 2)
- Park Tae-won dans le rôle de présentateur télé (épisode 2)
- Ryu Hwa-young dans le rôle de l'ex-petite amie de Seo Dae-young (épisode 4)
- Jun In-taek dans le rôle de Yoo Young-geun (père de Yoo Shi Jin) (épisode 6, 7, 15)
- Park Joon-geum dans le rôle de mère de Lee Chi-hoon (épisode 7, 11)
- Yoo Ah-in dans le rôle de réceptionniste à la banque Eom Hong-sik (épisode 13)
- Nam Ki-ae dans le rôle de mère de Kang Mo-yeon (épisode 13)
- Red Velvet en tant qu'elles-mêmes (épisode 16)

## Production
Descendants of the Sun était intégralement pré-produit avant sa diffusion, ce qui est un écart du format production live-shoot qui caractérise la plupart des drama coréens. Le drama est le projet de comeback de Song Joong-ki après avoir fait ses deux ans de service militaire obligatoire.
Le 12 juin 2015, les acteurs principaux Song Joong-ki et Song Hye-kyo ont filmé leur première scène à Séoul. Le 28 septembre 2015, le casting au complet et l'équipe (incluant les quatre leaders, Song Joong-ki, Song Hye-kyo, Jin Goo, Kim Ji-won, mais également les acteurs supportifs comme Kang Shin-il et Onew) sont partis en Grèce. L'équipe est restée dans le pays pendant environ un mois pour tourner les épisodes cruciaux à l'intrigue du drama,. Selon la presse grecque et les blogs, les tournages ont principalement eu lieu à Zakynthos, Arachova et Lemnos.
Le 25 novembre 2015, il a été annoncé que l'acteur Song Joong-ki s'est blessé le bras en tournant une scène d'action pour le drama le 23 novembre. Deux jours plus tard, son agence a communiqué sur la santé de l'acteur. Après une examination plus poussée, les docteurs ont trouvé que Song souffrait également d'un ligament endommagé à son genou droit en plus des fractures de son bras. Le tournage a continué avec les autres acteurs pour faire les scènes où sa présence n'était pas requise. Le 7 décembre 2015, Song Joong-ki est de retour sur le plateau après seulement deux semaines de repos,,.
Selon les experts du secteur, l'équipe a bouclé le dernier tournage en début de matinée le 30 décembre 2015.
La production a coûté un prix ahurissant de 13 milliards de wons, c'est-à-dire approximativement 10.8 millions de dollars.
Une possible suite a été dite être en cours de projet. Cependant, le scénariste Kim Won-seok n'écrira pas pour la suite et le casting principal composé de Song Joong-ki et Song Hye-kyo ne seront peut-être pas dedans à cause de conflits d'emplois du temps. La suite serait différente de la série originale et devrait sortir en 2017.

## Classement
Dans le tableau ci-dessous, les nombres bleus représentent la plus basse note et les nombres rouges représentent la plus haute note.
| Episode # | Date originale de diffusion | Audience moyenne | Audience moyenne               | Audience moyenne | Audience moyenne               | Audience moyenne |
| Episode # | Date originale de diffusion | TNmS Ratings     | TNmS Ratings                   | AGB Nielsen      | AGB Nielsen                    |                  |
| Episode # | Date originale de diffusion | National         | Région de la capitale de Séoul | National         | Région de la capitale de Séoul |                  |
| --------- | --------------------------- | ---------------- | ------------------------------ | ---------------- | ------------------------------ | ---------------- |
| 1         | 24 février 2016             | 12,6 % (7e)      | 12,7 % (4e)                    | 14,3 % (4e)      | 14,4 % (4e)                    |                  |
| 2         | 25 février 2016             | 13,5 % (6e)      | 14,5 % (4e)                    | 15,5 % (3e)      | 16,0 % (4e)                    |                  |
| 3         | 2 mars 2016                 | 21,8 % (2e)      | 22,7 % (1er)                   | 23,4 % (2e)      | 24,6 % (2e)                    |                  |
| 4         | 3 mars 2016                 | 22,9 % (2e)      | 23,5 % (2er)                   | 24,1 % (2er)     | 25,1 % (2e)                    |                  |
| 5         | 9 mars 2016                 | 24,6 % (2e)      | 26,3 % (1er)                   | 27,4 % (1er)     | 29,2 % (1er)                   |                  |
| 6         | 10 mars 2016                | 25,4 % (2e)      | 27,6 % (1er)                   | 28,5 % (1er)     | 29,8 % (1er)                   |                  |
| 7         | 16 mars 2016                | 27,0 % (2e)      | 28,9 % (1er)                   | 28,3 % (1er)     | 30,1 % (1er)                   |                  |
| 8         | 17 mars 2016                | 25,9 % (2e)      | 28,7 % (1er)                   | 28,8 % (1er)     | 30,5 % (1er)                   |                  |
| 9         | 23 mars 2016                | 29,7 % (1er)     | 32,3 % (1er)                   | 30,4 % (1er)     | 31,0 % (1er)                   |                  |
| 10        | 24 mars 2016                | 28,8 % (1er)     | 31,0 % (1er)                   | 31,6 % (1er)     | 33,3 % (1er)                   |                  |
| 11        | 30 mars 2016                | 29,1 % (2e)      | 31,3 % (1er)                   | 31,9 % (1er)     | 33,5 % (1er)                   |                  |
| 12        | 31 mars 2016                | 31,1 % (1er)     | 33,9 % (1er)                   | 33,0 % (1er)     | 34,3 % (1er)                   |                  |
| 13        | 6 avril 2016                | 30,4 % (1er)     | 33,7 % (1er)                   | 33,5 % (1er)     | 35,0 % (1er)                   |                  |
| 14        | 7 avril 2016                | 31,1 % (1er)     | 33,5 % (1er)                   | 33,0 % (1er)     | 35,6 % (1er)                   |                  |
| 15        | 13 avril 2016               | 31,1 % (1er)     | 35,6 % (1er)                   | 34,8 % (1er)     | 37,5 % (1er)                   |                  |
| 16        | 14 avril 2016               | 35,3 % (1er)     | 40,5 % (1er)                   | 38,8 % (1er)     | 41,6 % (1er)                   |                  |
| Moyenne   | Moyenne                     | 26,27 %          | 28,54 %                        | 28,58 %          | 30,09 %                        |                  |
| Spécial   | 20 avril 2016               | 15,3 % (5e)      | 16,6 % (4e)                    | 17,7 % (4e)      | 19,5 % (3e)                    |                  |
| Spécial   | 21 avril 2016               | 12,3 % (6e)      | 13,9 % (5e)                    | 13,6 % (5e)      | 14,7 % (5e)                    |                  |
| Spécial   | 22 avril 2016               | 10,9 % (7e)      | 11,8 % (6e)                    | 12,2 % (5e)      | 13,2 % (6e)                    |                  |

## Prix et nominations
| Année | Prix                      | Catégorie                      | Lauréat                     | Résultat   |
| ----- | ------------------------- | ------------------------------ | --------------------------- | ---------- |
| 2016  | 52nd Baeksang Arts Awards | Grand Prix (TV)                | Descendants of the Sun      | Lauréat    |
| 2016  | 52nd Baeksang Arts Awards | Meilleur Drama                 | Descendants of the Sun      | Nomination |
| 2016  | 52nd Baeksang Arts Awards | Meilleur réalisateur (TV)      | Lee Eung-bok Baek Sang-hoon | Nomination |
| 2016  | 52nd Baeksang Arts Awards | Meilleur Acteur (TV)           | Song Joong-ki               | Nomination |
| 2016  | 52nd Baeksang Arts Awards | Meilleure actrice (TV)         | Song Hye-kyo                | Nomination |
| 2016  | 52nd Baeksang Arts Awards | Meilleur scénariste (TV)       | Kim Eun-sook Kim Won-seok   | Nomination |
| 2016  | 52nd Baeksang Arts Awards | Acteur le plus populaire (TV)  | Song Joong-ki               | Lauréat    |
| 2016  | 52nd Baeksang Arts Awards | Acteur le plus populaire (TV)  | Jin Goo                     | Nomination |
| 2016  | 52nd Baeksang Arts Awards | Actrice la plus populaire (TV) | Song Hye-kyo                | Lauréat    |
| 2016  | 52nd Baeksang Arts Awards | Actrice la plus populaire (TV) | Kim Ji-won                  | Nomination |
| 2016  | 52nd Baeksang Arts Awards | iQiyi Special Award            | Song Joong-ki               | Lauréat    |
| 2016  | 52nd Baeksang Arts Awards | iQiyi Special Award            | Song Hye-kyo                | Lauréat    |
| 2016  | 52nd Baeksang Arts Awards | iQiyi Special Award            | Jin Goo                     | Nomination |
| 2016  | 52nd Baeksang Arts Awards | iQiyi Special Award            | Kim Ji-won                  | Nomination |

## Placement de produit
Il y a eu une couverture médiatique coréenne à propos de la controverse autour de l'usage des placements de produit dans ce drama. Laneige, Dal.Komm Coffee, KGC Cheong Kwan Jang Korean Red Ginseng, Subway et Hyundai ont tous eu une hausse des ventes après que leurs produits soient vus dans le drama. Des critiques ont déclaré qu'il y avait trop de placement de produit et que cela nuisait le contenu du drama et son talent artistique,.

### Laneige
Le rouge à lèvres "Two Tone Lip Bar" que Song Hye-Kyo porte durant une scène dans le drama a fait exploser les records de ventes pour Aritaum en Corée du Sud avec Laneige qui a ensuite présenté son propre évènement maquillage Descendants of the Sun sur leur page d'accueil. Le produit est devenu si populaire qu'il était en rupture de stock quatre jours après sa sortie sur le populaire site de shopping chinois détenu par sa compagnie-parent coréenne SK Planet,. Ce produit a aussi connu une croissance à deux chiffres à Singapour.

## Diffusion internationale
NEW, la compagnie de production, a déclaré que la drama s'était exporté dans 32 pays.
- Chine: la diffusion s'est faite en simultané avec la Corée du Sud et était en streaming sur iQiyi et a été vu 2.3 milliards de fois jusqu'en avril 2016[28]. Sa popularité en Chine a posé un problème avec le Ministère de la Sécurité Publique chinois, qui a posté sur leur compte officiel Weibo un avertissement disant que "regarder des dramas coréens peut être dangereux, et même mener à des problèmes légaux". C'est une part d'une inquiétude grandissante parmi les fonctionnaires chinois qui se méfient de l'influence de la pop culture coréenne sur le peuple chinois depuis le succès similaire de My Love from the Star en 2014[29]. À Hong Kong, le drama était en streaming sur Viu avec des sous-titres en chinois traditionnel quatre heures avant la diffusion originale et sa diffusion sur ViuTV[30],[31].
- Japon: le drama va commencer en juin 2016 la chaîne câblée Eisei Gekijou. Des rapports ont déclaré que le drama a été vendu pour 100 000 dollars américains par épisode[32].
- Malaisie: le drama a été streamé sur Viu avec des sous-titres anglais, malaisiens et chinois dans les 24 heures suivant la diffusion originale en Corée. Il a été aussi diffusé sur KBS World par Astro[33],[34],[35].
- Philippines: GMA Network a annoncé que le drama sera diffusé en 2016 en tant que part de leur bloc de programmes GMA The Heart of Asia [36].
- Singapour: le drama était en streaming sur Viu avec des sous-titres anglais et chinois. Chaque épisode était disponible huit heures après la diffusion coréenne[37]. Durant sa diffusion, il était le programme le plus regardé sur Viu dans le pays et a profité de hauts taux comme 31.8%[38],[39]. Les statistiques de mars 2016 ont montré que 60 des utilisateurs de Viu ont regardé le drama[40]. Dans la semaine suivant son épisode final, huit chansons tirées de la bande-son du drama ont occupé le top 10, y compris les 6 premières places du Singapore's Top 30 Singles chart[41].
- Thaïlande: le drama a débuté le 7 mai 2016 sur Channel 7[42]. Avant la diffusion du drama dans le pays, Prayut Chan-o-cha, le Premier ministre thaïlandais a demandé aux citoyens de regarder le drama car il véhicule des messages de "patriotisme, de sacrifice, d'obéissement à l'ordre et d'être un citoyen respecteux"[43]. La star porteuse du drama, Song Joong Ki, a été en Thaïlande en mai 2016 pour promouvoir le drama dans le cadre de sa tournée asiatique[44].
- Viêt Nam: le drama sera diffusé courant printemps sur HTV2[45].
- Algérie: diffusion sur DTV avec des sous-titres en arabe.
- Au niveau mondial, le drama est disponible en streaming sur Viki avec des sous-titres dans de nombreuses langues, créés par une communauté volontaire. Chaque épisode était disponible en streaming quelques heures après la diffusion coréenne originale[46]. Le drama était aussi diffusé dans tout le monde sur KBS World avec des sous-titres anglais[47].
- Disponible sur Netflix en version originale avec des sous-titres allemand, anglais, arabe, coréen (CC) et français.